# Lilltjärnen (Arvidsjaurs socken, Lappland, 727958-170070)
Lilltjärnen är en sjö i Arvidsjaurs kommun i Lappland och ingår i Åbyälvens huvudavrinningsområde.